# Na Porta ao Lado
Na Porta ao Lado é uma série de televisão via streaming de origem portuguesa, do género drama criada por Cláudia Clemente no 1º filme, por Filipa Martins no 2º filme e por Patrícia Sequeira e Filipa Leal no 3º filme para a plataforma OPTO. Composta por uma trilogia de três episódios em formato de filme, a série apresenta a cada episódio uma história distinta com uma base realista entre ambos que pretende mostrar como é que quem está de fora pode ter um papel importante na libertação de uma situação de violência doméstica, apresentando o tema de um ângulo pouco comum e mesmo assim continuando a servir de alerta para que as vítimas deste tipo de situação se sintam mais confortáveis em avançar para uma denúncia. A série apresenta no 1º filme Rita Loureiro, Miguel Guilherme e Cristóvão Campos; no 2º filme apresenta Cláudia Vieira, Marco d'Almeida e Cleia Almeida e no 3º filme apresenta Lúcia Moniz, Renato Godinho e Maria João Falcão no elenco principal.
O primeiro filme, com o sub-título Esperança, foi lançado a 24 de julho de 2021. Ainda no mesmo ano, foi lançado a 21 de agosto o segundo filme, com o sub-título Amor e a 25 de setembro foi lançado o terceiro e último filme, com o sub-título Medo.

## Resumo

### 1º filme: Esperança
Helena é uma violoncelista casada com Mário. Controlador, Mário crítica Helena, enquanto artista e mulher, deixando-a insegura ao ponto de abandonar os palcos e ficar isolada e dependente do marido. Será Rodrigo, um jovem radialista, que irá tentar ajudá-la.

### 2º filme: Amor
Marta, durante a pandemia, descobre que o companheiro que idealizava, Jorge, é afinal bastante violento. Presa no apartamento com o agressor tem que escolher entre a sua segurança e a do filho e o fim de uma vida aparentemente perfeita.

### 3º filme: Medo
Clara é professora numa pequena terra do interior e recebe uma nova aluna. Margarida acaba de perder a mãe, vítima de violência doméstica, e foi viver com a tia, que é casada, tem dois filhos e trabalha no café dos sogros. A professora não fica indiferente às ausências e tristeza da aluna, que finalmente lhe pede ajuda. Estará Margarida a ser vítima ou a assistir, mais uma vez, a algum tipo de violência? Será que o trauma de ter assistido ao assassinato da mãe a impede agora de distinguir a realidade do medo? E Clara, sabendo que está perante uma família muito respeitada lá na terra, deverá ou não interferir?

## Elenco
| Personagens      | Filmes                   | Filmes          | Filmes            |
| Personagens      | Esperança                | Amor            | Medo              |
| ---------------- | ------------------------ | --------------- | ----------------- |
| Helena Fouqueret | Rita Loureiro            |                 |                   |
| Mário Fouqueret  | Miguel Guilherme         |                 |                   |
| Rodrigo Sousa    | Cristóvão Campos         |                 |                   |
| Lara Li          | Lara Li                  |                 |                   |
| Amélia           | Cátia Nunes              |                 |                   |
| Chico            | Luciano Gomes            |                 |                   |
| Luís             | Daniel Viana             |                 |                   |
| Eunice           | Ana Cristina de Oliveira |                 |                   |
| Joana            | Rita Revez               |                 |                   |
| Marta            |                          | Cláudia Vieira  |                   |
| Jorge            |                          | Marco d'Almeida |                   |
| Inês             |                          | Cleia Almeida   |                   |
| Miguel           |                          | Santiago André  |                   |
| Ana              |                          |                 | Lúcia Moniz       |
| Bruno            |                          |                 | Renato Godinho    |
| Clara            |                          |                 | Maria João Falcão |
| Margarida        |                          |                 | Sofia Martins     |

## Episódios
| N.º | Título      | Realização por    | Escrito por                     | Exibição original      |
| --- | ----------- | ----------------- | ------------------------------- | ---------------------- |
| 1 | "Esperança" | Cláudia Clemente  | Cláudia Clemente                | 24 de julho de 2021    |
| Helena é uma violoncelista casada com Mário. Controlador, Mário crítica Helena, enquanto artista e mulher, deixando-a insegura ao ponto de abandonar os palcos e ficar isolada e dependente do marido. Será Rodrigo, um jovem radialista, que irá tentar ajudá-la. |             |                   |                                 |                        |
| 2 | "Amor"      | Rita Nunes        | Filipa Martins                  | 21 de agosto de 2021   |
| Marta, durante a pandemia, descobre que o companheiro que idealizava, Jorge, é afinal bastante violento. Presa no apartamento com o agressor tem que escolher entre a sua segurança e a do filho e o fim de uma vida aparentemente perfeita. |             |                   |                                 |                        |
| 3 | "Medo"      | Patrícia Sequeira | Patrícia Sequeira e Filipa Leal | 25 de setembro de 2021 |
| Clara é professora numa pequena terra do interior e recebe uma nova aluna. Margarida acaba de perder a mãe, vítima de violência doméstica, e foi viver com a tia, que é casada, tem dois filhos e trabalha no café dos sogros. A professora não fica indiferente às ausências e tristeza da aluna, que finalmente lhe pede ajuda. Estará Margarida a ser vítima ou a assistir, mais uma vez, a algum tipo de violência? Será que o trauma de ter assistido ao assassinato da mãe a impede agora de distinguir a realidade do medo? E Clara, sabendo que está perante uma família muito respeitada lá na terra, deverá ou não interferir? |             |                   |                                 |                        |

## Produção
A série foi confirmada em abril de 2020, com o título “Na Porta ao Lado”, na lista de candidaturas para serem financeadas pelo Instituto do Cinema e Audiovisual (ICA). Cerca de três meses depois, com a confirmação das séries que iriam contar com o apoio do ICA, foi revelado que a série iria ser financiada com 237.000€. Cerca de seis meses depois, foi revelado que a série iria ser exclusiva da OPTO, a plataforma de streaming da SIC, e que a série seria uma série de telefilmes com 3 episódios, que aborda vários tipos violência doméstica, através do ângulo do observador, do vizinho que sabe que está a acontecer e da reação que tem ou não à situação. Um mês mais tarde, é revelado que a produtora da série seria a Santa Rita Filmes. Quatro meses mais tarde é revelado que as autoras seriam Cláudia Clemente, Filipa Martins e Patrícia Sequeira, sendo que cada episódio é da autoria de uma delas.

### Escolha do elenco e títulos dos filmes
Para o primeiro filme da série, os atores escolhidos para o protagonizar foram Rita Loureiro, Miguel Guilherme e Cristóvão Campos, sendo ele realizado e escrito por Cláudia Clemente, cujo filme tem o título “Esperança”.
Para o segundo filme da série, os atores escolhidos para o protagonizar foram Cláudia Vieira, Marco d'Almeida e Cleia Almeida, sendo ele escrito por Filipa Martins e realizado por Rita Nunes, cujo filme tem o título “Amor”.
Por fim, para o terceiro e último filme, os atores escolhidos para o protagonizar foram Lúcia Moniz, Renato Godinho e Maria João Falcão, sendo ele escrito e realizado por Patrícia Sequeira, tendo sido o guião escrito em conjunto com Filipa Leal, cujo filme tem o título “Medo”.

## Prémios
| Ano  | Prémio                       | Categoria      | Por              | Resultado | Ref.   |
| ---- | ---------------------------- | -------------- | ---------------- | --------- | ------ |
| 2022 | 26.ª gala dos Globos de Ouro | Melhor Projeto | Na Porta ao Lado | Indicado  | [ 10 ] |